# Cicurina pablo
Cicurina pablo là một loài nhện trong họ Dictynidae.
Loài này thuộc chi Cicurina. Cicurina pablo được Willis J. Gertsch miêu tả năm 1992.